# 43993 Mariola
43993 Mariola è un asteroide della fascia principale. Scoperto nel 1997, presenta un'orbita caratterizzata da un semiasse maggiore pari a Template:2,7288195 e da un'eccentricità di 0,2346628, inclinata di 11,78066° rispetto all'eclittica.
L'asteroide è dedicato all'attivista italiana Mariola Magnoni Tieghi.